# Квест (модуль МКС)
Шлюзовой отсек «Квест» (англ. Quest Joint Airlock), старое название Совместный шлюзовой модуль (англ. Joint Airlock Module) — модуль Международной космической станции, американский сегмент МКС. Является приоритетным шлюзом на МКС для выхода в открытый космос. Был разработан для использования двух типов скафандров: российского производства «Орлан» и американского производства EMU (англ. Extravehicular Mobility Unit). Был доставлен к МКС шаттлом «Атлантис», экспедицией STS-104, 14 июля 2001 года и установлен на правый стыковочный порт модуля «Юнити».

## Устройство

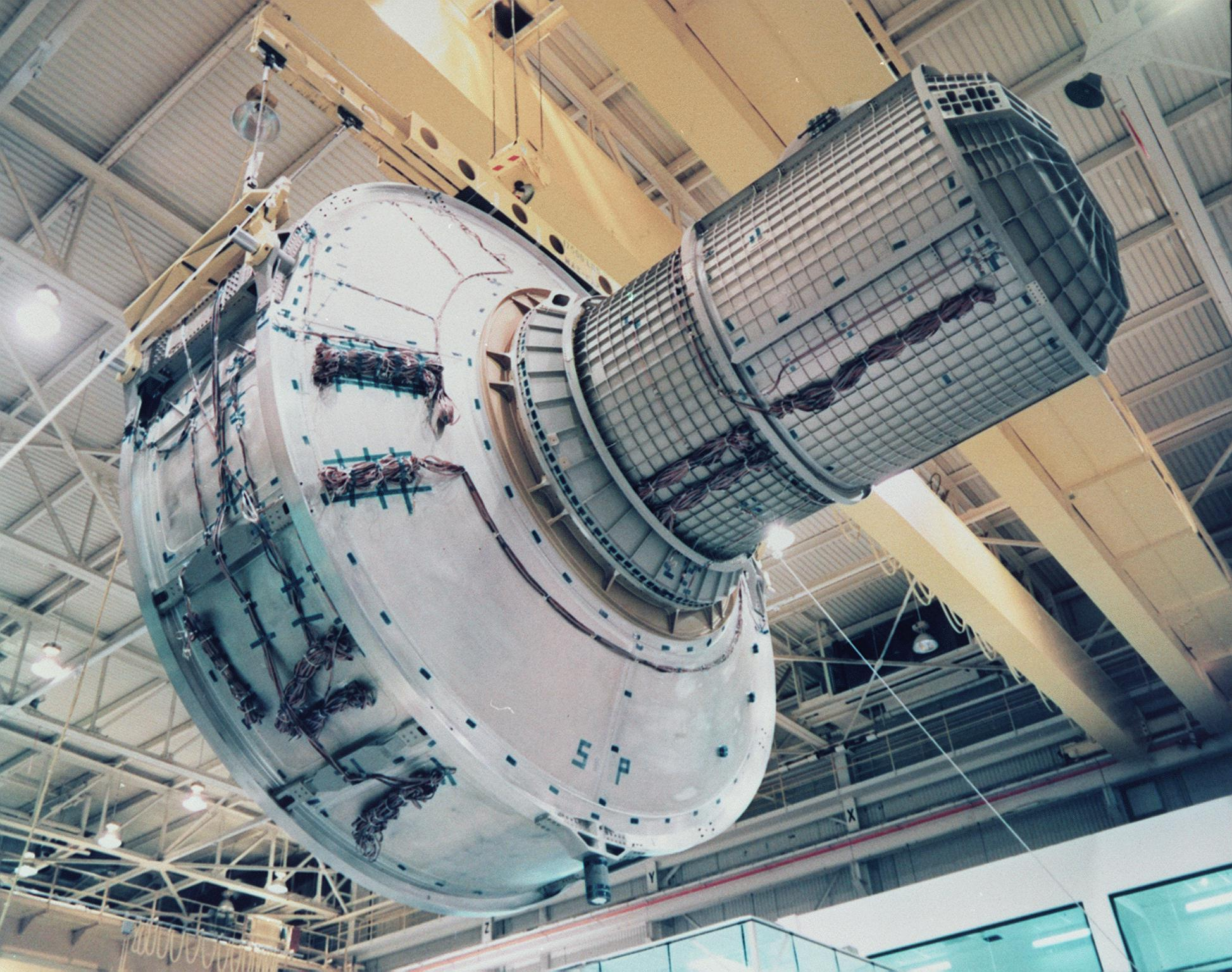
1997 год: Модуль «Квест» на Земле, в сборочном цехе Центра космических полётов им. Маршалла

Модуль «Квест» состоит из двух сегментов: «камеры оборудования», в которой хранятся скафандры и различная аппаратура, и «камеры экипажа», из которой космонавты могут выходить в космос. Модуль был изготовлен на основе аналогичного устройства, применяемого в шаттлах, хотя и с очень значительными доработками. В частности, было уделено серьёзное внимание количеству воздуха, теряемого во время шлюзования.
В модуле предусмотрены крепления для четырёх баллонов высокого давления, два из которых содержат кислород, а два других — азот. Стойка с баллонами закреплена с внешней стороны модуля. Все компоненты выполнены из алюминия. Это устройство представляет собой пополняемый источник атмосферного газа, система подачи которого находится под давлением 60 атмосфер (6120 кПа). Она служит для компенсационной подачи воздуха на американскую сторону станции, теряющегося после процедур выходов в открытый космос, и для перезарядки скафандров. Пополнение баллонов осуществляется во время стыковки орбитальных аппаратов с одним из двух герметизированных стыковочных переходников станции — PMA-1 или PMA-2 (PMA — англ. Pressurized Mating Adapter). Соответствующий газ поступает по герметичным магистралям в баллоны модуля «Квест» с помощью кислородного компрессора, установленного в шаттле.
Шлюзовой отсек и стойка с баллонами были протестированы компанией Боинг в Центре космических полётов им. Маршалла НАСА (англ. Marshall Space Flight Center), расположенном в г. Хантсвилл, штата Алабама.

## Космическаябарокамера

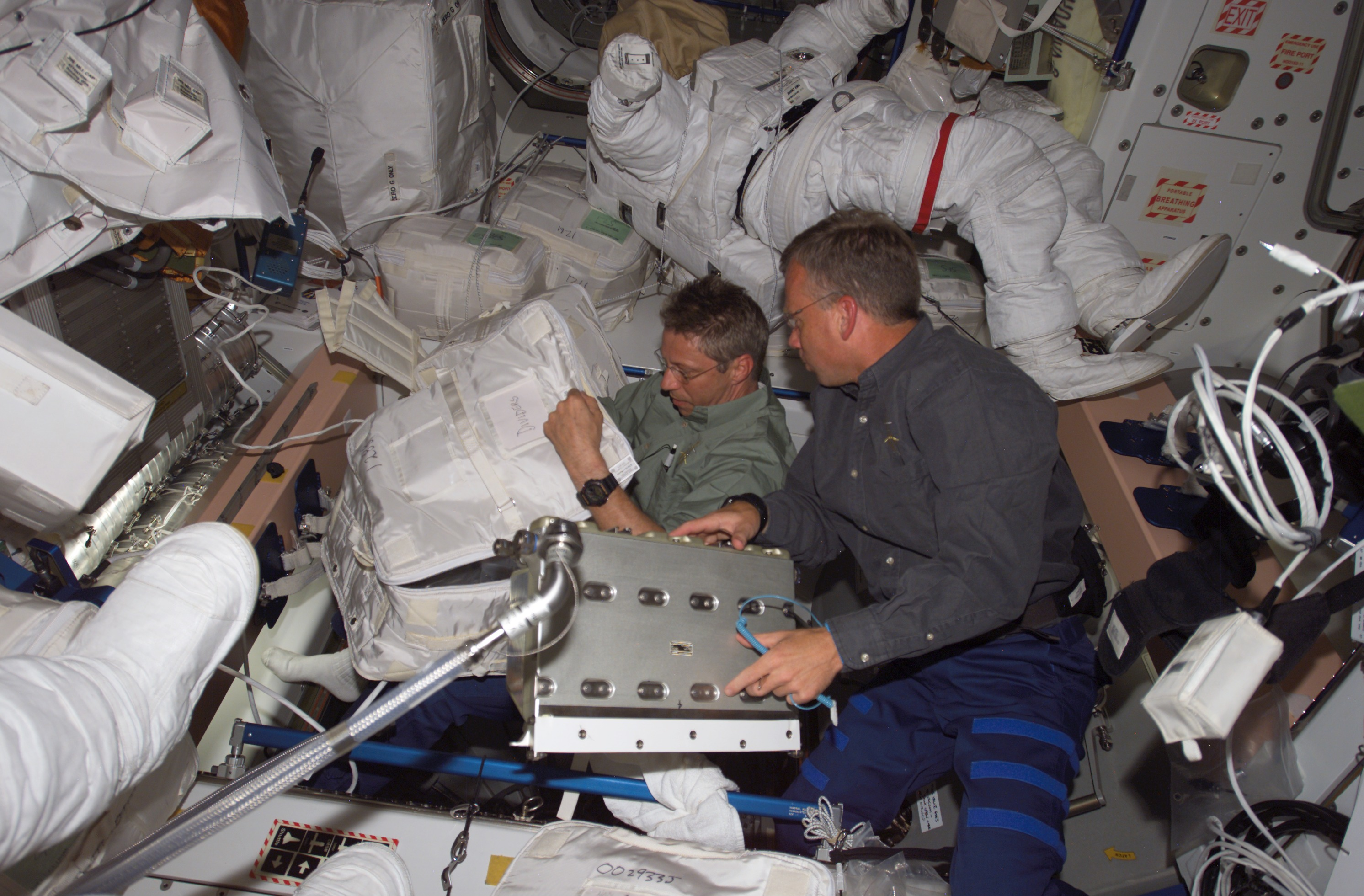
Камера оборудования. Вид изнутри модуля «Квест»

Модуль «Квест» может обеспечить воздушную среду с пониженным содержанием азота, в которой космонавты могут «ночевать» перед выходом в открытый космос, благодаря чему их кровоток очищается от излишнего содержания азота, что предотвращает кессонную болезнь во время работы в скафандре с воздухом, насыщенным кислородом, и после работы, при изменении давления окружающей среды (давление в российских скафандрах «Орлан» — 0,4 атм, в американских EMU — 0,3 атм). Ранее для подготовки к выходам в космос, чтобы очистить ткани тела от азота, использовался метод, при котором люди вдыхали чистый кислород в течение нескольких часов перед выходом.
В апреле 2006 года командир экспедиции МКС-12 Уильям С. Макартур и бортинженер экспедиции МКС-13 Джеффри Уильямс проверили новый метод подготовки к выходам в космос, «переночевав» таким образом в шлюзе.. Давление в камере было уменьшено от нормального — 1 атм (101 килопаскаль), до 0,69 атм (70 кПа). Из-за ошибки сотрудника ЦУП экипаж был разбужен на четыре часа раньше положенного срока, и тем не менее тест посчитали успешно пройденным. После этого данный метод стал использоваться американской стороной на постоянной основе перед выходом в космос.

## Параметры модуля
- Материал: алюминий,
- Длина: 5,5 м (18 фут),
- Диаметр: 4 м (13 фут),
- Масса: 6 064 кг (13 368 фунт),
- Объём: 34 м³ (1 200 фут³),
- Стоимость: 164 млн USD.

## Некоторые факты
Модуль «Квест» был необходим американской стороне, потому что их скафандры не соответствовали параметрам российских шлюзовых камер — имели другие компоненты, другие настройки и другие соединительные крепления. До установки «Квеста» выходы в космос могли осуществляться из шлюзового отсека модуля «Звезда» только в скафандрах «Орлан». Американские EMU могли использоваться для выхода в космос только во время стыковки их шаттла к МКС. В дальнейшем, подключение модуля «Пирс» добавило ещё один вариант использования EMU.
Модуль был присоединён 14 июля 2001 года экспедицией STS-104. Он был установлен на правый стыковочный порт модуля «Юнити» к единому механизму пристыковки (англ. CBM).
Модуль содержит оборудование и разработан таким образом, чтобы работать со скафандрами обоих типов, однако в настоящее время (информация по состоянию на 2006 год!) способен функционировать только с американской стороной, потому что оборудование, необходимое для работы с российскими космическими костюмами, ещё не было запущено. Вследствие этого, когда у экспедиции МКС-9 возникли проблемы с американскими скафандрами, им пришлось пробираться на своё рабочее место окольным путём[уточнить].
21 февраля 2005 года из-за неисправности модуля «Квест», вызванной, как сообщили СМИ, образовавшейся в шлюзе ржавчиной, космонавты временно осуществляли выходы в космос через модуль «Звезда».